# 유소 (신화)
유소씨(有巢氏)는 고대 중국 신화에 따르면 집과 건물을 발명한 사람이다. 삼황오제의 하나로 여겨진다. 
대소(大巢)라고도 알려진 모호한 인물이다. 전통에 따르면 그가 200년 동안 중국을 통치했다고 한다. 한비자에 따르면 사람들은 유소가 가르친 나무로 만든 건물의 도움으로 동물의 해를 피할 수 있었다.
천하 창조에 참여한 사씨(四氏)의 전설이 있다. 4명의 멤버는 유소, 수인, 복희, 신농이다.